# Paula Best
Paula Best (* 16. Mai 1898 in Imsweiler; † 29. Juni 1976 in Neustadt an der Weinstraße) war eine deutsche Lehrerin und Schriftstellerin.

## Leben
Paula Best wuchs in der Nordpfalz auf. Sie war das dritte Kind des Lehrers Jakob Friedrich Guth und seiner Frau Anna Maria Guth. Ihr Vater starb, als sie 6 Jahre alt war. Nach der Volksschule in Imsweiler zog sie mit ihrer Mutter 1911 nach Kaiserslautern, um die Lehrerinnenbildungsanstalt zu besuchen. 1917 machte sie in der schwierigen Zeit den Abschluss und trat ihre erste Stelle als Lehrerin in der Grundschule in Erlenbach bei Kaiserslautern an. Dort lernte sie ihren Mann, den Lehrer Emil Best kennen, sie heirateten 1920 und zogen um nach Heiligenmoschel. Paula Best musste daraufhin ihren Beruf aufgeben. Nach der Geburt ihres Sohnes Herbert 1922 fing sie an zu schreiben, Lyrik und mehrere Romane, die in Zeitungen erschienen. Als ihr wichtigstes Werk gilt 'Die Henker', welches von Hexenverfolgungen um 1600 handelt, es wurde beim literarischen Preisausschreiben der Rheinpfalz mit dem dritten Preis ausgezeichnet.
Paula Best war Mitglied im Literarischen Verein der Pfalz. Die Paula-Best-Grundschule in Imsweiler trägt ihren Namen.

## Werke
- Heimliches Läuten. Gedichte. Zweibrücken, Conrad und Bothner 1933.
- Erste ausgewählte Erzählungen. Pfälzische Verlagsanst., Neustadt/Weinstr. 1968.
- Die Henker. Arbogast, Otterbach 1969, ISBN 978-3-87022-003-7.
- Unterm Abendrot. Erzählungen, Besinnungen und Gedichte. Verlag Arbogast, 1974, ISBN 978-3-87022-014-3.
- Dieter Heinzius. Roman. posthum, Arbogast, 2002, ISBN 978-3-87022-296-3.